# Zottiger Lauch
Der Zottige Lauch (Allium subvillosum) ist eine Pflanzenart aus der Gattung Lauch (Allium) in der Unterfamilie der Lauchgewächse (Allioideae) innerhalb der Pflanzenfamilie der Amaryllisgewächse (Amaryllidaceae). Er ist im iberischen und nordafrikanischen Mittelmeerraum verbreitet.

## Beschreibung

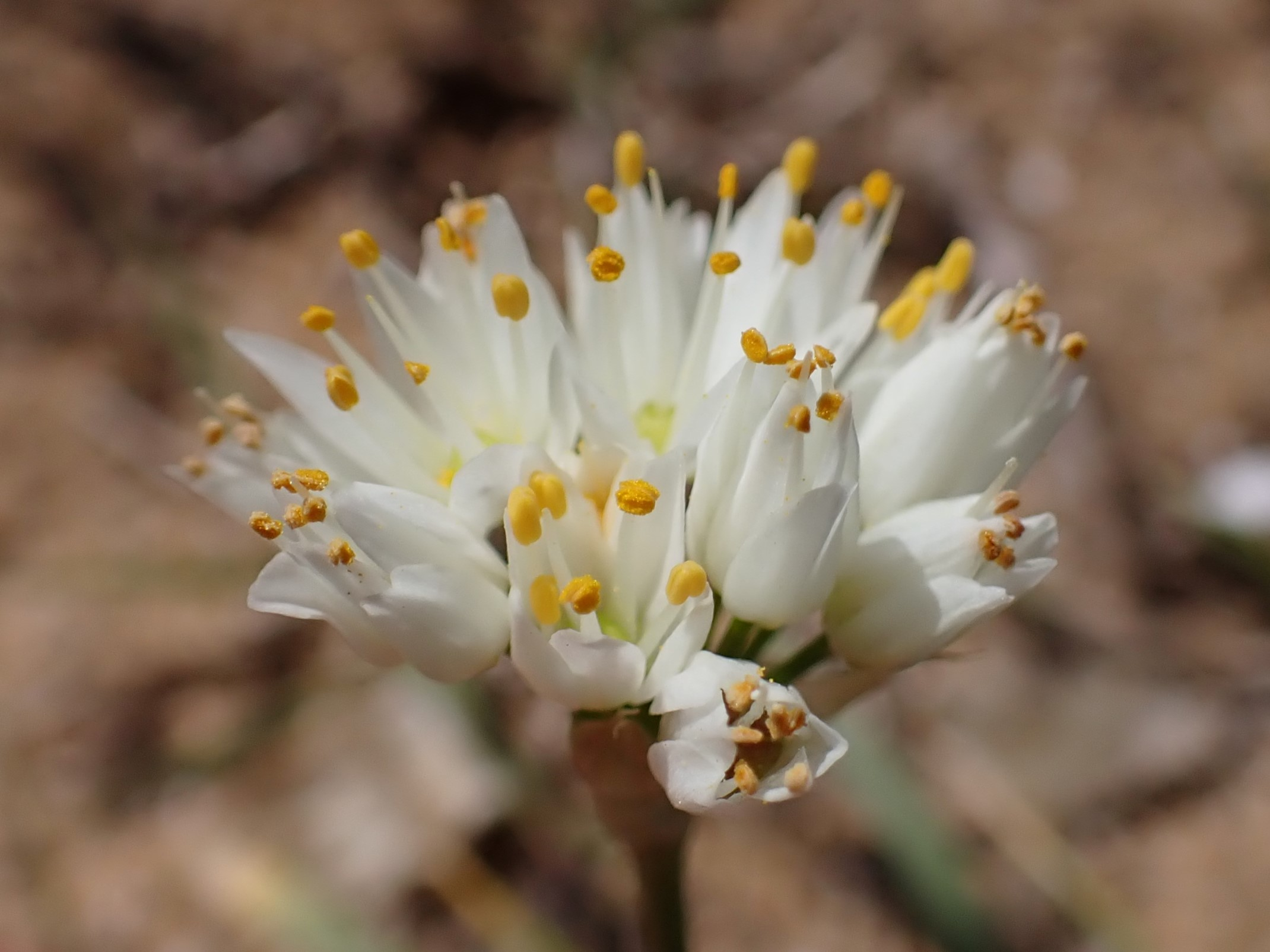
Becherförmige Blüten mit gelben Staubbeuteln

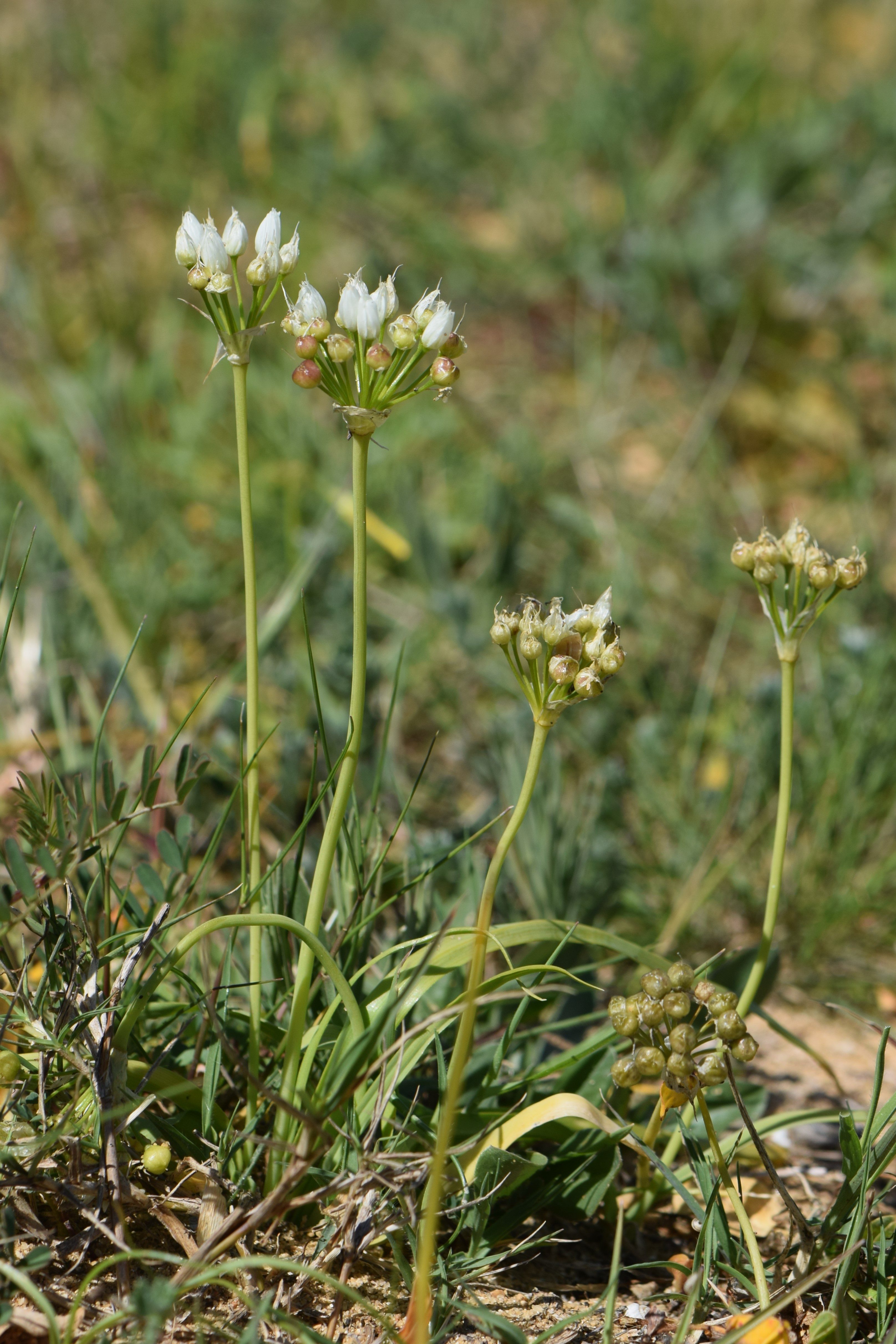
Reifende Fruchtstände

### Vegetative Merkmale
Der Zottige Lauch ist eine ausdauernde krautige Pflanze, die Wuchshöhen von 7 bis 40 Zentimeter erreicht. Die kugelige Zwiebel ist von einer häutigen, gefurchten Hülle umgeben. Die 2 bis 3, grundständigen, grünen oder blaugrünen Laubblätter sind linealisch, 6 bis 30 Zentimeter lang und 2 bis 20 Millimeter breit, meist und zumindest am Grund bewimpert. Sie umschließen den runden Stängel fast am Grund in einer sehr kurzen Blattscheide.

### Generative Merkmale
Die Blütezeit reicht von März bis Mai. Der aufrechte, bis 40 Zentimeter hohe Blütenstandsschaft trägt einen dichten, 3 bis 5 Zentimeter breiten, halbkugeligen, doldigen Blütenstand mit vielen Blüten, aber ohne Bulbillen. Am Grund des Blütenstandes sitzt ein membranartiges, beständiges Hochblatt, das meist in 3 Lappen aufreißt. Die Blütenstiele sind 10 bis 20 Millimeter lang.
Die 5 bis 9 Millimeter langen und etwa 2 Millimeter breiten, becherförmigen bis sternförmigen Blüten haben reinweiße Blütenhüllblätter und Staubblätter, die meist länger als die Blütenhüllblätter sind. Die Staubbeutel sind gelb. Die drei Fruchtblätter sind zu einem oberständigen Fruchtknoten verwachsen und bilden eine runde, braunrot überlaufene Kapselfrucht.

### Chromosomensatz
Die Chromosomengrundzahl beträgt x = 7; es tritt Triploidie und Tetraploidie mit Chromosomenzahlen von 21 und 28 auf.

## Vorkommen
Der Zottige Lauch ist im Süden der Iberischen Halbinsel (Algarve, Andalusien), auf den Balearen, auf Sizilien, in den Küstengebieten Libyens, Marokkos, Algeriens und Tunesiens, auf den Kanarischen Inseln und den Azoren verbreitet. Er besiedelt sandige Küstengebiete, Trockenrasen, Ruderalstellen und Garrigues bis in Höhenlagen von 1400 Metern.

## Systematik
Die Erstbeschreibung von Allium subvillosum erfolgte durch Philipp Salzmann und wurde 1830 von Joseph August Schultes und Julius Hermann Schultes in Systema vegetabilium, Band 7, Teil 2, S. 1104, veröffentlicht. Das Artepitheton subvillosum bedeutet „etwas zottig“. Die Art gehört zur Sektion Molium G.Don ex Koch innerhalb der Untergattung Amerallium Traub in der Gattung Allium L.
Allium subvillosum ist eng verwandt mit Allium canariense (Regel) N.Friesen & P.Schönfelder, Allium neapolitanum Cirillo, Allium zebdanense Boiss. & Noë, Allium roseum L. und Allium subhirsutum L. Synonyme von Allium subvillosum sind Allium subhirsutum subsp. subvillosum (Salzm. ex Schult. & Schult.f.) Duyfjes, Allium humbertii Maire, Allium subhirsutum var. canariense Regel und Allium vernale Tineo.